# Велчо Велчев
Велчо Тодоров Велчев е български журналист, публицист, редактор и политик.

## Биография
Роден е през август 1867 г. в Пазарджик. Възпитаник е на Роберт колеж в Цариград. Завършва естествени науки в Женева. През 1890 – 1891 г. е учител в Пловдивската гимназия. Уволнен е от Министерство на народната просвета. Завръща се в родния си град, след което, през 1894 г., се премества в София. През 1901 – 1902 г. е директор на печата.
В продължение на 45 години работи като журналист. Журналистическата му дейност започва в Пазарджик като редактор на първото местно списание „Лъча“ (1 ноември 1891 – 15 октомври 1892). Заедно с Б. Величков и Рачо Косев редактира и пазарджишкият вестник „Прогрес“ (14 ноември 1892 – 20 септември 1897), опозиция на правителството на Стефан Стамболов. Редактор е на вестник „Изток“ (3 февруари 1898 – 30 януари 1899), редом с Иван Вазов и Константин Величков; на списание „Летописи“ (15 ноември 1890 – 15 януари 1905); вестник „Софийски ведомости“ (16 май 1903 – 18 януари 1904), заедно с Антон Страшимиров; на ежедневника „Ден“ (17 ноември 1903 – 18 септември 1912, 10 февруари 1921 – 31 август 1923); на сутрешния вестник „Дума“ (1 юли – октомври 1915); на политико-литературното списание „Седмица“ (23 май – 11 юли 1914); на обществено-политическото списание „Отец Паисий“ (12 май 1928 – 27 ноември 1931). Участва и в редакционния комитет на вестник „Echo de Bulgaria“ („Българско ехо“, 14 май 1913 – 19 юли 1923).
Един от видните дейци на Прогресивнолибералната партия. По-късно преминава в Народната партия, а след август 1923 г. е в редовете на Демократическия сговор. Депутат в V велико народно събрание, VIII обикновено народно събрание, IX обикновено народно събрание и в XV обикновено народно събрание.
През 1942 г. протестира пред цар Борис III и министър-председателите Георги Кьосеиванов и Богдан Филов за „небивала по безогледност цензура“, след което спира своята публицистична дейност. След Деветосептемврийския преврат е обявен за „буржоазен“ журналист и не публикува.
Умира на 7 ноември 1957 г. в София.